# Kościół Najświętszego Serca Pana Jezusa w Gliwicach
Kościół Najświętszego Serca Pana Jezusa w Gliwicach – kościół parafialny znajdujący się przy ul. Franciszkańskiej w Gliwicach.

## Historia
Kościół poświęcił 21 czerwca 2009 roku ks. bp Gerard Kusz, biskup pomocniczy diecezji gliwickiej, z udziałem o. bp. Stanisława Dowlaszewicza OFMConv, biskupa pomocniczego diecezji Santa Cruz de la Sierra w Boliwii. Uroczystość wpisała się w celebrację 800-lecia Zakonu Braci Mniejszych.

## Wnętrze

### Organy
Organy są ulokowane z prawej strony chóru muzycznego. Zostały sprowadzone z kościoła św. Konrada w Düsseldorfie-Flingern Nord w 2008 roku. W nowym miejscu zmontował je przez Olgierda Nowakowski z Zabrza. Poprzedni instrument firmy Landau, służący jeszcze w poprzednim kościele, został przeniesiony do kościoła św. Michała Archanioła w Bytomiu-Suchej Górze.
Dyspozycja instrumentu:
| Manuał I         | Manuał II              | Pedał            |
| Hauptwerk        | Schwellwerk            |                  |
| ---------------- | ---------------------- | ---------------- |
| 1. Prinzipal 8'  | 1. Salicional 8'       | 1. Subbass 16'   |
| 2. Gedackt 8'    | 2. Hohl-pfeife 8'      | 2. Prinzipal 8'  |
| 3. Oktave 4'     | 3. Prinzipal 4'        | 3. Pommer 8'     |
| 4. Rohr-flöte 4' | 4. Flach-Flöte 2'      | 4. Choral 4'     |
| 5. Quinte 2f     | 5. Ses-quialter 2-3 F. | 5. Nacht-horn 2' |
| 6. Oktave 2'     | 6. Zimbel 3 F.         | 6. Fagott 16'    |
| 7. Mixtur 3-4 F. | 7. Dulcian 8'          |                  |
| 8. Trompete 8'   |                        |                  |

### Dzwony
Na przykościelnej dzwonnicy wiszą trzy dzwony. Najmniejszy odlano w Ludwisarni Felczyńskich, w Taciszowie, w 1995 roku. Dwa większe pochodzą z odlewni Glockengiesserei Gebruder Bachert w Karlsruhe i zostały odlane w 1967 roku.